# Corycium deflexum
Corycium deflexum är en orkidéart som först beskrevs av Harry Bolus, och fick sitt nu gällande namn av Robert Allen Rolfe. Corycium deflexum ingår i släktet Corycium, och familjen orkidéer. Inga underarter finns listade i Catalogue of Life.